# Mã Gia Kỳ
Mã Gia Kỳ (giản thể: 马嘉祺, phồn thể: 馬嘉祺, bính âm: Mǎjiāqí; sinh ngày 12 tháng 12 năm 2002) là nam ca sĩ, diễn viên người Trung Quốc. Anh là trưởng nhóm và center của nhóm nhạc nam Thời Đại Thiếu Niên Đoàn - Teens in Times do TF Entertainment thành lập và quản lý.

## Đời tư
Mã Gia Kỳ sinh ra ở Trịnh Châu, Hà Nam, Trung Quốc. Anh có một người anh song sinh tên là Mã Gia Thành. 
Năm 2010, gia đình tình cờ phát hiện anh rất thích ngâm nga những bài hát nên đã đăng ký cho anh tham gia chương trình thử giọng. Không ngờ lần đầu tiên xuất hiện trên sân khấu anh đã tiến vào vòng chung kết. 
Ngoài ra anh cũng học múa, nhảy và đánh trống.

## Tiểu sử và sự nghiệp

### Từ 2011 - 2017: Bắt đầu sự nghiệp
Tháng 8 năm 2011, Mã Gia Kỳ tham gia chương trình "My Show My Home" do Hãng thông tấn Dahe Daily và Đài truyền hình Trịnh Châu phối hợp tổ chức, anh trình bày ca khúc "Vũ hoa thạch" cùng với bạn nhảy Lưu Tê Tử. Anh giành giải Á quân với phần thể hiện ca khúc tiếng Anh "Tell me why". Vào tháng 11, anh tham gia cuộc thi China's Got Talent và giành được giải xuất sắc ở khu vực Hà Nam. 
Tháng 06 năm 2013, anh tham gia chương trình "Cố lên! Thiếu niên" của Đài truyền hình trung ương Trung Quốc CCTV trình bày ca khúc "Tôi là một chú chim nho nhỏ".
Năm 2014, tiến vào con đường diễn xuất: anh tham gia vào bộ phim phúc lợi cộng đồng "Chạm đến ánh dương" do Trần Kiến Dũng làm đạo diễn. Phim kể về cậu bé Bình An 10 tuổi bị mù do bị tai nạn, trong lòng cậu không thể chấp nhận được hiện thực tàn khốc này. Với sự giúp đỡ của người bạn tốt, Bình An dần mở lòng và lấy lại sự tự tin cho bản thân, cậu tin rằng ánh sáng trong tim cũng có thể đưa cậu đến một tương lai tươi sáng, dù bị che mắt bạn cũng phải cố gắng chạm vào ánh nắng mặt trời. Kể từ khi bộ phim được phát hành, nó đã nhận được sự khen ngợi từ tất cả các thành phần trong xã hội và giành được nhiều giải thưởng liên hoan phim vi phim như: Giải thưởng tác phẩm xuất sắc của Liên hoan phim Kim Kê và Trăm hoa tại Liên hoan phim Vi mô Quốc tế lần thứ 3, Giải Đồng Hạc vàng tại Trung Quốc lần thứ 5 Cuộc thi Vi phim Vũ Hán, Ấn tượng Dương Thành lần thứ 7 cuộc thi Phim vi mô quốc tế (Phim trực tuyến) Quảng Châu Giải Phim thiếu nhi hay nhất và Giải diễn viên nhí xuất sắc nhất,...
Vào năm 2015, Mã Gia Kỳ đóng vai chính trong bộ phim khoa học viễn tưởng dành cho thiếu nhi Tinh Cầu Khoái Lạc 5 của đạo diễn Huimin Zhang. Trong phim, anh vào vai nam chính Đới Tiểu Soái (đây cũng là lần đầu tiên anh thử sức với vai chính trong phim truyền hình), bộ phim được phát sóng trên Youku vào tháng 12 năm 2020. Vào tháng 3 cùng năm, anh tham gia diễn xuất trong bộ phim khoa học viễn tưởng dành cho thiếu nhi Tinh Cầu Khoái Lạc 36. Đây là bộ phim lớn đầu tiên của series IP "Hành tinh hạnh phúc", lồng ghép các yếu tố khoa học viễn tưởng, phiêu lưu, hài và những yếu tố khác. Bộ phim được phát sóng vào tháng 6 năm 2018.
Vào năm 2016, tham gia diễn xuất trong bộ phim điện ảnh Love Education do Sylvia Chang làm đạo diễn và đồng biên kịch. Trong phim anh vào vai cậu học sinh Lôi Hải Quang - một cậu học sinh có vấn đề, lớn lên trong một gia đình đơn thân, xa cách với bố mẹ. Bộ phim được công chiếu ngày 03 tháng 11 năm 2017 đã khiến vô số khán giả xúc động và khả năng truyền miệng của nó ngày càng tăng.
Ngày 27 tháng 03 năm 2017, anh tham gia vào buổi Hòa nhạc của ngôi sao nhí "Power of Dreams" của Công ty TNHH Phát triển Văn hóa và Nghệ thuật Jubaihui Performance (Bắc Kinh) được tổ chức tại Nhà hát lớn Elephant Theater (Hà Nam) dưới sự hướng dẫn của Ủy ban Triển lãm Văn hóa Nghệ thuật Vị thành niên và Trẻ em Quốc gia. Vào tháng 3, anh tham gia buổi Hòa nhạc Ngôi sao Nhí Trung Quốc - Hàn Quốc. Ngày 11 tháng 05 năm 2017, anh tham gia chương trình tạp kỹ Thiếu Niên Mĩ Học Xã do Youku sản xuất và phát hành.

### 2017 – 2018: Gia nhập TF Entertainment và làm thực tập sinh
Ngày 15 tháng 06 năm 2017, Mã Gia Kỳ chính thức gia nhập công ty Thời đại Phong Tuấn Văn Hóa Nghệ thuật Bắc Kinh (TF Entertaiment) . Ngày 11 tháng 07 cùng năm, anh được công khai thân phận là thực tập sinh của TF Gia tộc. Ngày 12 tháng 8, anh tham gia vào chương trình ngoài trời của TF Gia tộc trong Trận chiến mùa hè và biểu diễn ca khúc "Sổ tay rèn luyện thanh xuân" và "Hòn đảo vui vẻ". Vào ngày 26 tháng 8, anh tham gia Lễ hội người hâm mộ thường niên lần thứ 2 tại Bắc Kinh cùng các thực tập sinh biểu diễn bài hát "Big Dreamer". Vào tháng 09, anh tham gia vào bộ phim The Second Life do TF Entertaiment sản xuất vai Giản Kỳ. Ngày 16 tháng 10, phát hành đĩa đơn "Nhật ký ra đời của siêu nhân" cùng các thực tập sinh của TF Gia tộc. Ngày 11 tháng 11, lần đầu tiên anh tham gia ghi hình chương trình tống nghệ Happy Camp của đài Hồ Nam cùng với các thực tập sinh TF Gia tộc và biểu diễn ca khúc "Nhật ký ra đời của siêu nhân". Ngày 29 tháng 12, anh tham gia buổi biểu diễn lễ hội mùa đông của TF Gia tộc. Ngày 31 tháng 12, cùng các thực tập sinh TF Gia tộc biểu diễn trong concert năm mới của Đài truyền hình vệ tinh Hồ Nam.
Vào ngày 20 tháng 1 năm 2018, cùng TF Gia tộc tham gia chương trình "Tôi sẽ đến Gala Lễ hội mùa xuân" của CCTV.Trong chương trình anh hát "Bạch nguyệt quang" cùng tiền bối Trương Tín Triết trên sân khấu. Ngày 11 tháng 05, đóng vai Hướng Hoành trong bộ phim Niệm Niệm do TF Entertaiment sản xuất và phát sóng trên Tencent Video. Ngày 1 tháng 6, anh tham gia Lễ hội hóa trang sao dành cho trẻ em của Truyền hình vệ tinh Hà Nam cùng với Lưu Tê Tử và những người khác.

### 2018 - 2019: Đài Phong Thiếu Niên Đoàn - TYT
Vào ngày 16 tháng 8 năm 2018, phát hành đĩa đơn Wake up cùng nhóm, bài hát thể hiện sự tự tin và tinh thần chiến đấu không sợ hãi của những người trẻ tuổi. Ngày 18 tháng 8, cùng nhóm tham gia Lễ hội người hâm mộ thường niên lần thứ 3 và nhận được giải thưởng Hội viên danh dự suốt đời của hiệp hội Giả Nãi. Ngày 07 tháng 10, anh cùng với nhóm Đài Phong Thiếu Niên Đoàn tổ chức buổi ra mắt đầu tiên tại Nhà hát lớn ở Trùng Khánh. Trong buổi ra mắt phát hành hai đĩa đơn Giống như tôi và Thiếu niên sói. Ngày 1 tháng 12, cùng Đài Phong Thiếu Niên Đoàn tham dự Đêm hội gào thét IQIYI. Vào tháng 12, cùng nhóm được mời tham gia một cuộc phỏng vấn độc quyền của Kuwo Music.
Ngày 1 tháng 1 năm 2019, Đài Phong Thiếu Niên Đoàn biểu diễn tiết mục "Tương thân tương ái" trong Chương trình mừng năm mới của Đài trung ương CCTV cùng một vài nghệ sĩ khác. Ngày 3 tháng 2, chương trình "Đài Phong Thiếu Niên Go" của Đài Phong Thiếu Niên Đoàn được lên sóng trên Mango TV. Vào ngày 4 tháng 2, Đài Phong Thiếu Niên Đoàn tham dự Gala xuân của Đài phát thanh và truyền hình trung ương CCTV, biểu diễn tiết mục "Thanh xuân tưởng tượng cùng các tiền bối. Ngày 16 tháng 2, Đài Phong Thiếu Niên Đoàn tổ chức concert TYT.V5.CON tại Bắc Kinh. Ngày 19 tháng 2, cùng nhóm biểu diễn "Thanh xuân tỏa sáng nhất" tại Lễ hội Nguyên tiêu của Đài truyền hình vệ tinh Hồ Nam. Ngày 30 tháng 3, chương trình Classic Chant Spreading mùa thứ 2 của CCTV do Đài Phong Thiếu Niên Đoàn tham gia được phát sóng. Ngày 24 tháng 4 anh cùng nhóm tham dự Giấc mơ hàng không Ngày hội Hàng không Trung Quốc của Đài truyền hình vệ tinh Hồ Nam. Ngày 25 tháng 04, trang LikeTCCAsia China công bố kết quả anh nằm trong top 55 trong số 100 gương mặt mới xinh đẹp nhất. Ngày 1 tháng 5, anh cùng nhóm biểu diễn bài hát Thanh Xuân Nhảy Lên Nào trong chương trình đặc biệt "Heart to Heart" Giấc mơ Trung Hoa - Nét đẹp lao động. Ngày 19 tháng 7, chương trình Đài Phong lột xác chiến công chiếu, chính thức thông báo Đài Phong Thiếu Niên Đoàn sẽ giải thể và các thành viên tham gia thi đấu để lập lại nhóm.

### 2019 - nay: Thời Đại Thiếu Niên Đoàn - TNT
Ngày 23 tháng 11 năm 2019, Mã Gia Kỳ chính thức xuất đạo với cương vị là trưởng nhóm và center của nhóm nhạc Thời Đại Thiếu Niên Đoàn cùng với Đinh Trình Hâm, Tống Á Hiên, Lưu Diệu Văn, Trương Chân Nguyên, Nghiêm Hạo Tường, Hạ Tuấn Lâm và đồng thời phát hành đĩa đơn Cuộc Phiêu Lưu Bất Tận. Ngày 06 tháng 12, nhóm nhận giải thưởng Nhóm nhạc tiềm năng của năm tại Đêm hội gào thét Iqiyi. Ngày 08 tháng 12, nhóm nhận giải thưởng thứ hai Nhóm nhạc mới của năm tại Lễ hội Giải trí âm nhậc TMEA Tencent  .Ngày 31 tháng 12, cùng nhóm tham gia Đêm hội mừng năm mới của đài truyền hình vệ tinh Hồ Nam.
Ngày 09 tháng 01 năm 2020, chương trình Thiếu niên mộng du ký của Thời Đại Thiếu Niên Đoàn được phát sóng. Ngày 05 tháng 09, Mã Gia Kỳ tham gia Minh nhật chi tử 4 với vai trò khách mời. Ngày 03 tháng 10, cùng nhóm tham gia Top Khoảnh Khác Vinh Quang. Ngày 28 tháng 11, cùng nhóm tổ chức concert Trưởng Thành Đúng Hạn để kỉ niệm một năm nhóm ra mắt. Ngày 03 tháng 12 anh tham gia chương trình tạp kĩ diễn xuất Tôi là diễn viên mùa 3 của Đài truyền hình vệ tinh Chiết Giang. Ngày 6 tháng 12, cùng nhóm tham gia QQ Music Boom Boom Award 2020 và đoạt giải Nhóm nhạc thần tượng nhân khí của năm. Ngày 31 tháng 12, cùng nhóm tham gia Đêm hội mừng năm mới của đài truyền hình Đông Phương.
Ngày 21 tháng 01 năm 2021, show Tiếp chiêu đi! Tiền bối của Thời Đại Thiếu Niên Đoàn do đài Đông Phương sản xuất tung poster. Ngày 22 tháng 01, cùng nhóm tham gia Thẳng tiến Xuân Vãn của CCTV. Ngày 10 tháng 2, cùng nhóm tham dự Đêm hội mừng xuân Tân Sửu của Đài truyền hình Đông Phương. Ngày 11 tháng 2, cùng nhóm tham gia Lễ hội mùa xuân năm 2021 CCTV và biểu diễn bài hát Running Youth cùng với Địch Lệ Nhiệt Ba, THE9 và những người khác. Ngày 28 tháng 2, cùng nhóm nhận giải thưởng Nhóm nhạc nhân khí của năm tại Đêm hội Weibo 2020. Ngày 10 tháng 03, cùng nhóm biểu diễn Like Like Thời Đại Mới tại Nhạc hội Trung Quốc Mộng. Ngày 06 tháng 03, Mã Gia Kỳ nhận được giải thưởng Ngôi sao đầy bất ngờ của chương trình Tôi là diễn viên Mùa 3. Vào tháng 04, bài hát Hành tinh hạnh phúc là gì được hát trong bộ phim Khoái lạc tinh cầu 5 bắt đầu trở nên phổ biến và đã trở thành một trong những ngôn ngữ mạng phổ biến nhất ở Trung Quốc đại lục, toàn bộ mạng đã vượt quá 10 tỷ lượt xem và giành được danh hiệu danh sách phát phổ biến của Douyin trong Năm 2021. Ngày 18 tháng 8, cùng nhóm tham gia Gala 818 của Truyền hình vệ tinh Hồ Nam. Ngày 08 tháng 10 Vân Thính App đăng poster giới thiệu Mã Gia Kỳ trở thành người giảng thuật Di sản văn hoá phi vật thể tỉnh Hà Nam trong tiết mục Di sản văn hoá phi vật thể năm thứ N mùa thứ 2, anh sẽ tham gia trợ kể 5 câu chuyện về Di sản văn hoá phi vật thể của tỉnh Hà Nam. Ngày 14 tháng 12, tham gia buổi hòa nhạc Hỏa lực toàn khai cùng nhóm được phát sóng trực tiếp trên B trạm.
Ngày 10 tháng 9 năm 2022, tham gia Dạ tiệc trung thu của đài CCTV và hát bài Chúng ta sẽ càng tốt hơn. Ngày 25 tháng 9, Mã Gia Kỳ tham gia chương trình Tiếng nói giấc mộng Trung Hoa · Bài hát của chúng ta mùa 4 với vai trò khách mời cố định。 Tháng 11, Mã Gia Kỳ tham gia diễn kịch nói Vạn thủy triều đông. Tháng 12, cùng nhóm tham gia đêm hội mừng năm mới của Đài truyền hình Đông Phương.
Ngày 14 tháng 1 năm 2023, cùng nhóm tham gia đêm hội liên hoan Lão thiết của Kuaishou. Ngày 15 tháng 1, cùng nhóm tham gia đêm hội mùa xuân của Đài truyền hình vệ tinh Hồ Nam. Ngày 18 tháng 1 cùng nhóm tham gia Lễ hội âm nhạc Weibo 2022. Ngày 22 cùng tháng anh cùng nhóm tham gia Lễ hội mùa xuân của Đài Phát Thanh và Truyền hình Bắc Kinh.  Ngày 5 tháng 2, tham gia Lễ hội đèn lồng của Đài truyền hình vệ tinh Hồ Nam. Ngày 16 tháng 3, chương trình Tiếng ca còn mãi · Mùa đảo kho báu anh tham gia với tư cách khách mời cố định lên sóng. Ngày 25 tháng 3 cùng nhóm tham gia Đêm hội Weibo. Ngày 2 tháng 5 cùng nhóm tổ chức buổi hòa nhạc tại Hải Khẩu.  Ngày 3 tháng 5 cùng nhóm tham gia buổi hòa nhạc "Xin chào thanh niên" của Douyin. Ngày 6 tháng 3, Mã Gia Kỳ tham gia lễ trao giải Giai điệu vàng của Tiếng ca còn mãi và nhận giải người mới xuất sắc nhất. Ngày 28 tháng 8, Mã Gia Kỳ ra mắt solo EP "Vậy nên bắt đầu khởi động thứ hai theo lịch trình". Ngày 8 tháng 10 chương trình Tiếng nói giấc mộng Trung Hoa · Bài hát của chúng ta mùa 4 anh tham gia với vai trò khách mời cố định lên sóng và cuối cùng sân khấu Cho tôi một lý do để quên dành giải thưởng Sân khấu hợp tác tốt nhất. Ngày 27 tháng 12, Mã Gia Kỳ dành giải thưởng Ca sĩ hoa ngữ tiềm lực nhất tại giải thưởng âm nhạc hoa đỉnh toàn cầu lần thứ 37.

## Hoạt động xã hội
Vào ngày 23 tháng 1 năm 2014, Mã Gia Kỳ tham gia bộ phim vì phúc lợi công cộng Chạm Đến Ánh Dương do Liên đoàn Người khuyết tật Ôn Châu và Trường Giáo dục Đặc biệt Ôn Châu hợp tác quay. Bộ phim dựa trên người thật việc thật, cùng năm đó anh tham gia tại Hiệp hội Người khuyết tật Ôn Châu - một hội nghị vi phim về phúc lợi công cộng do Liên hợp quốc tổ chức.
Ngày 23 tháng 7 năm 2021, Mã Gia Kỳ quyên góp cho quê hương của mình ở Hà Nam trong đợt lũ lụt, bao gồm mì gói, túi bột mì và nước khoáng.

## Danh sách đĩa nhạc

### Đĩa đơn cá nhân
| Năm  | Thời gian | Tên bài         | Tên Trung | Ghi chú                                                               | Chú thích |
| 2022 | 12/12     | Đánh cắp (Thâu) | 偷        | Tham gia viết lời và soạn nhạc                                        |           |
| 2024 | 17/06     | Phù Du          | 蜉蝣      | Lời: Lâm Nhược Ninh \| Soạn nhạc: Vấn Chấn, NICE73 \| Producer: Vy Vỹ |           |

### EP《所以开始既定重启的星期一》
- Tham gia với vai trò giám đốc sản xuất/giám đốc sáng tạo (Executive Producer/Creative Director)
- Nghệ danh : -7
- Phát hành trên các nền tảng :  Nội địa : QQ Music, Kugou Music, Kuwo Music, Migu Music, NetEase Cloud Music Quốc tế : Spotify, Amazon Music, Apple Music, Deezer

| Năm  | Thời gian | Tên bài                 | Tên Trung    | Lời             | Soạn nhạc       | Ghi chú |
| 2023 | 28/08     | Forever Child           |              | Cát Đại Vi      | Trạch Nhật Sinh |         |
| 2023 | 28/08     | Có vài người            | 有些人       | Phạm Ức Đường   | Lâm Gia Khiêm   |         |
| 2023 | 28/08     | Cứ không                | 偏不         | Cát Đại Vi      | Từ Giai Oánh    |         |
| 2023 | 28/08     | Linh hồn không chịu ngủ | 不肯睡的灵魂 | Diêu Nhược Long | Lâm Gia Khiêm   |         |
| 2023 | 28/08     | Fri Friday              |              | Liêu Tuấn Đào   | Tiểu Trí        |         |

## Danh sách phim và chương trình truyền hình

### Phim điện ảnh
| Năm  | Tên Tiếng Việt        | Tên Tiếng Anh                | Tên Tiếng Trung    | Vai Diễn                              | Ghi chú   | Chú thích |
| 2014 | Chạm đến ánh dương    | Touch the sunshine           | 触摸阳光           | Bình An - 平安 - Ping An              | vai chính | [ 9 ]     |
| 2017 | Tương thân Tương ái   |                              | 相爱相亲           | Lôi Hải Quang - 卢晓光 - Lu Xiaoguang | vai phụ   | [ 89 ]    |
| 2018 | Tinh cầu khoái lạc 36 | Happy planet: Tale of boy 36 | 快乐星球之三十六号 | Lạp Điều - 拉条                       | vai chính | [ 14 ]    |

### Phim truyền hình mạng
| Năm  | Tên Tiếng Việt       | Tên Tiếng Anh       | Tên Tiếng Trung | Nền tảng             | Vai Diễn                           | Ghi chú   | Chú thích     |
| 2015 | Tinh cầu khoái lạc 5 | Happy planet 5      | 快乐星球第五部  | Tencent Video, Youku | Đới Tiểu Soái - 带小帅 - Xiaoshuai | vai chính | [ 12 ] [ 13 ] |
| 2018 | Cuộc sống thứ hai    | The second life     | 第二人生        | Bilibili             | Giản Kỳ 简亓 - Jian Qi             | vai chính | [ 23 ]        |
| 2018 | Niệm Niệm            | Obsessed with heart | 念念            | Tencent Video        | Hướng Hoành 向横 - Xiàng héng      | vai chính | [ 29 ]        |

### Chương trình truyền hình (Thành viên cố định)
| Năm  | Tên show                            | Tên tiếng trung   | Tập | Ghi chú                      |
| 2017 | Mỹ thiếu niên học xã                | 美少年學社        |     | Đến tập 4 tạm dừng phát sóng |
| 2020 | Tôi là diễn viên Mùa 3              | 我就是演員第三季  |     |                              |
| 2022 | Bài hát của chúng ta Mùa 4          | 我们的歌 第四季   |     |                              |
| 2023 | Thanh âm bất tận - Mùa đảo châu báu | 声生不息 • 宝岛季 |     | [ 90 ]                       |
| 2023 | Bài hát của chúng ta Mùa 5          | 我们的歌 第五季   |     |                              |
| 2024 | Khu vườn rực rỡ                     | 灿烂的花园        |     |                              |

### Chương trình truyền hình (Khách mời)
| Năm  | Tên show                | Tên tiếng trung | Tập         | Ghi chú                                                         |
| 2020 | Minh nhật chi tử        | 明日之子        | Tập 9       | Khách mời biểu diễn "Don't Break My Heart" cùng nhóm Hệ Ngân Hà |
| 2021 | Hạ nhật thiếu niên phái | 夏日少年派      | Tập 9 và 10 |                                                                 |

## Buổi biểu diễn
| Năm  | Tên                                        | Thời gian     | Địa điểm    | Thành viên                                                         | Nền tẳng công chiếu                 | Ghi chú |
| 2019 | TYT.V5.CON                                 | 16/02/2019    | Bắc Kinh    | Đài Phong Thiếu Niên Đoàn                                          |                                     | offline |
| 2020 | TF Family New Year Concert - Trùng Phùng   | 11/01/2020    | Trùng Khánh | TF Family                                                          | Bilibili                            | offline |
| 2020 | Concert "Trưởng Thành Đúng Hạn"            | 28/11/2020    | Nam Kinh    | TNT Thời Đại Thiếu Niên Đoàn                                       |                                     | online  |
| 2021 | Hỏa Lực Toàn Khai Công diễn 3              | 13/12/2021    |             | TNT Thời Đại Thiếu Niên Đoàn                                       | Bilibili                            | online  |
| 2022 | Concert "Theo đuổi giấc mơ"                | 21/5/2022     |             | TNT Thời Đại Thiếu Niên Đoàn                                       |                                     |         |
| 2022 | Hỏa Lực Toàn Khai Công diễn 5              | 28/08/2022    |             | TNT Thời Đại Thiếu Niên Đoàn                                       | QQ Music                            | online  |
| 2022 | Nhạc Hội Hướng tới 30                      | 26/11/2022    | Bắc Kinh    | TNT Thời Đại Thiếu Niên Đoàn                                       |                                     | online  |
| 2023 | Concert "Đường đến lý tưởng"               | 02/05/2023    | Hải Khẩu    | TNT Thời Đại Thiếu Niên Đoàn                                       | 百视TV và 支付宝                    | offline |
| 2023 | Buổi chia sẻ âm nhạc Tạo Hạ                | 27/08/2023    |             | TNT Thời Đại Thiếu Niên Đoàn                                       |                                     |         |
| 2023 | Concert "Lâu Ngoại Lâu"                    | 18-19/11/2023 | Macau       | TNT Thời Đại Thiếu Niên Đoàn                                       | Kuaishou                            | offline |
| 2024 | Concert "Lâu Gian Lâu"                     | 3-4/5/2024    | Trùng Khánh | TNT Thời Đại Thiếu Niên Đoàn                                       | QQ Music, Kugou Music và Kuwo Music | offline |
| 2024 | Concert "Lâu Phi Lâu"                      | 16-17/8/2024  | Thường Châu | TNT Thời Đại Thiếu Niên Đoàn                                       | Kuaishou                            | offline |
| 2024 | Concert "Lâu Phi Lâu"                      | 23-24/8/2024  | Macao       | TNT Thời Đại Thiếu Niên Đoàn                                       | không chiếu                         | offline |
| 2024 | Concert "Cùng nhau bước qua những ngày đó“ | 23-24/11/2024 | Trùng Khánh | TNT Thời Đại Thiếu Niên Đoàn                                       | Kuaishou (day 2 không chiếu)        | offline |
| 2025 | Concert "Nhiệt Ái"                         | 18-19/1/2025  | Macao       | Cùng với TOP, TF_ING, TF gia tộc F4 F5, Trương Tuấn Hào, Dư Vũ Hàm |                                     | offline |
| 2025 | Concert "Lễ Gia Quan"                      | 03-04/05/2025 | Hải Khẩu    | Thời Đại Thiếu Niên Đoàn                                           | QQ Music, Kugou Music               | offline |

## Đề cử và giải thưởng

### Giải thưởng âm nhạc
| Năm  | Giải thưởng                                       | Hạng mục                       | Tác phẩm đề cử                                    | Thời gian  | Kết quả   | Ghi chú |
| 2023 | Thanh âm bất tận Mùa đảo châu báu                 | Người mới xuất sắc nhất        |                                                   | 06/2023    | Đoạt giải | [ 85 ]  |
| 2023 | Chinese Music Center                              | EP được yêu thích nhất của năm | Vậy nên bắt đầu khởi động thứ hai theo lịch trình | 27/12/2023 | Đoạt giải |         |
| 2023 | Lễ trao giải Hoa Đỉnh Âm nhạc toàn cầu lần thứ 37 | Ca sĩ Hoa Ngữ tiềm lực nhất    |                                                   | 27/12/2023 | Đoạt giải | [ 87 ]  |

### Giải thưởng phim ảnh
| Năm  | Giải thưởng                                                                             | Hạng mục                    | Tác phẩm đề cử     | Thời gian  | Kết quả   | Ghi chú       |
| 2017 | Ấn tượng Dương Thành lần thứ 7 cuộc thi Phim vi mô quốc tế (Phim trực tuyến) Quảng Châu | Diễn viên nhí xuất sắc nhất | Chạm đến ánh dương | 06/2017    | Đoạt giải | [ 91 ] [ 92 ] |
| 2021 | Tôi là diễn viên Mùa 3                                                                  | Ngôi sao đầy bất ngờ        |                    | 06/03/2021 | Đoạt giải | [ 55 ] [ 64 ] |